# Cyrtoneurina maculipennis
Cyrtoneurina maculipennis är en tvåvingeart som först beskrevs av Macquart 1843.  Cyrtoneurina maculipennis ingår i släktet Cyrtoneurina och familjen husflugor.
Artens utbredningsområde är Franska Guyana. Inga underarter finns listade i Catalogue of Life.